# 김미희 (1977년)
김미희(1977년 6월 13일 ~ )은 대한민국의 배우이다. 1991년 잡지 표지모델로 연예계에 첫발을 내디딘 후 1994년 고교 재학 중 ‘존슨즈 베이비로션’ ‘대한항공’ 등 7편의 CF에서 신세대 이미지를 선보였다. 1998년 SBS 공채 8기 탤런트로 정식 데뷔하였다.

ㅡ 2003. 이후 라몬으로 떠났다

## 학력
- 선화여자상업고등학교
- 서일전문대학 연극영화과 전문학사 (졸업)

## 연기 활동

### 드라마

#### SBS
- 1998년 일일연속극 《서울 탱고》
- 1998년 주말극장 《사랑해 사랑해》
- 1998년 아침드라마 《엄마의 딸》
- 1998년 미니시리즈 《바람의 노래》
- 1998년 드라마스페셜 《미스터Q》
- 1998년 납량특집드라마 《휘파람 소리》 ... 김은주 역
- 1998년 주말극장 《로맨스》
- 1998년 일일연속극 《7인의 신부》
- 1998년 드라마스페셜 《승부사》
- 1998년 아침드라마 《포옹》
- 1998년 주말극장 《흐린 날에 쓴 편지》
- 1998년 청춘시트콤 《나 어때》
- 1998년 일일연속극 《미우나 고우나》
- 1998년 월화드라마 《은실이》
- 1999년 일일시트콤 《순풍산부인과》
- 1999년 아침드라마 《지금은 사랑할 때》
- 1999년 일요드라마 《카이스트》
- 1999년 주말극장 《젊은 태양》
- 1999년 드라마스페셜 《청춘의 덫》
- 1999년 일일연속극 《약속》
- 1999년 드라마스페셜 《토마토》
- 1999년 주말극장 《파도》
- 1999년 아침드라마 《그녀의 선택》
- 1999년 청춘시트콤 《행진》
- 1999년 수목드라마 《해피투게더》
- 1999년 월화드라마 《고스트》
- 1999년 월화드라마 《맛을 보여드립니다》
- 1999년 일일연속극 《당신은 누구시길래》
- 1999년 추석특집드라마 《황제의 식탁》
- 1999년 아침드라마 《첼로》
- 1999년 일요아침드라마 《달콤한 신부》
- 2000년 주말극장 《왕룽의 대지》 ... 수진 역
- 2000년 드라마스페셜 《TV영화 러브스토리 - 로즈》
- 2000년 수목드라마 《불꽃》
- 2000년 월화드라마 《사랑의 전설》
- 2000년 주말극장 《덕이》
- 2000년 드라마스페셜 《팝콘》
- 2000년 아침드라마 《사랑과 이별》 ... 수정 역
- 2000년 드라마스페셜 《경찰특공대》
- 2000년 청춘시트콤 《골뱅이》
- 2000년 아침드라마 《용서》
- 2000년 의학드라마 《메디컬 센터》
- 2000년 월화드라마 《천사의 분노》
- 2000년 드라마스페셜 《여자만세》
- 2001년 드라마스페셜 《순자》
- 2002년 일일연속극 《오남매》 ... 김정임 역
- 2002년 청춘시트콤 《오렌지》 ... 바텐더 양옥환 역

#### 타방송사
- 2001년 KBS2 단막극 《KBS 드라마시티 - 라몬으로 가는지도》
- 2001년] KBS2 단막극 《KBS 드라마시티 - 그는 나를 사랑했을까》
- 2001년 MBC 월화드라마 《홍국영》
- 2001년 KBS1 청소년드라마 《학교 4》 ... 윤주혜 선생님 역
- 2002년 MBC 단막극 《MBC 베스트극장 - 피리 부는 사나이》
- 2002년 MBC 단막극 《MBC 베스트극장 - 기억의 숲속에 사랑이 있네》
- 2002년 KBS2 단막극 《KBS 드라마시티 - 용서할 수 없는 여자》 ... 한여인 역
- 2003년 KBS2 단막극 《KBS 드라마시티 - 순결한 그녀》 ... 정다혜 역
- 2003년 KBS2 단막극 《KBS 드라마시티 - 시집가기 전날 밤》 ... 은영 역

### 뮤직비디오
- 2003년 : 안재욱 - 친구

## 광고
- 존슨 앤 존슨
- 대한항공
- 롯데삼강 와삭꽁꽁
- 농심 치킨스낵
- 재믹스
- 무가당야채믹스
- 오뚜기 스낵면